# Bernadette Wynants
Bernadette Wynants (Borgworm, 12 juli 1959) is een voormalig Belgisch lid van het Brussels Hoofdstedelijk Parlement.

## Levensloop
Wynants werd beroepshalve sociologe en docente aan de Université Catholique de Louvain. Van 2009 tot 2014 was ze de voorzitter van de raad van bestuur van de RTBF.
Van 1999 tot 2004 zetelde ze namens Ecolo in het Brussels Hoofdstedelijk Parlement en in het Parlement van de Franse Gemeenschap.
- Bibliothèque nationale de France: cb144628172 (data)
- International Standard Name Identifier: 0000 0000 0095 012X
- Library of Congress Control Number: nr00009222
- Système universitaire de documentation: 069019428
- Virtual International Authority File: 42064001
- WorldCat: E39PBJgxwfR6Fk8y7KtVTgx7HC